# Pallavolo ai XX Giochi dei piccoli stati d'Europa - Torneo maschile
Il torneo maschile di pallavolo ai XX Giochi dei piccoli stati d'Europa si è svolto dal 27 al 31 maggio 2025 ad Andorra la Vella, in Andorra, durante i XX Giochi dei piccoli stati d'Europa: al torneo hanno partecipato sei squadre nazionali europee dei piccoli stati e la vittoria finale è andata per la quarta volta al Lussemburgo.

## Impianti
| |  |  |
| |  |  |
| Complex Esportiu i Sociocultural d'Encamp Città: Andorra la Vella Capienza: 250 Anno d'apertura: ? |  |  |

## Regolamento

### Formula
La formula ha previsto un girone all'italiana.

### Criteri di classifica
Se il risultato finale è stato di 3-0 o 3-1 sono stati assegnati 3 punti alla squadra vincente e 0 a quella sconfitta, se il risultato finale è stato di 3-2 sono stati assegnati 2 punti alla squadra vincente e 1 a quella sconfitta.
L'ordine del posizionamento in classifica è stato definito in base a:
- Numero di partite vinte;
- Punti;
- Ratio dei set vinti/persi;
- Ratio dei punti realizzati/subiti;
- Risultati degli scontri diretti.

## Squadre partecipanti
| Squadra     | Qualificazione | Ultima partecipazione |
| ----------- | -------------- | --------------------- |
| Andorra     | Wild card      | Liechtenstein 2011    |
| Cipro       | Wild card      | Montenegro 2019       |
| Islanda     | Wild card      | Montenegro 2019       |
| Lussemburgo | Wild card      | Montenegro 2019       |
| Monaco      | Wild card      | Montenegro 2019       |
| San Marino  | Wild card      | Montenegro 2019       |

## Torneo

### Risultati
| 27 maggio 2025 Complex d'Encamp, Andorra la Vella Durata: ? - Spettatori: ? | Cipro       | 3 - 0 | Andorra     | 25-17, 25-13, 25-14               |
| 27 maggio 2025 Complex d'Encamp, Andorra la Vella Durata: ? - Spettatori: ? | Islanda     | 1 - 3 | San Marino  | 25-20, 16-25, 21-25, 22-25        |
| 27 maggio 2025 Complex d'Encamp, Andorra la Vella Durata: ? - Spettatori: ? | Lussemburgo | 3 - 0 | Monaco      | 25-23, 25-20, 25-20               |
| 27 maggio 2025 Complex d'Encamp, Andorra la Vella Durata: ? - Spettatori: ? | Islanda     | 3 - 0 | Andorra     | 25-21, 27-25, 27-25               |
| 28 maggio 2025 Complex d'Encamp, Andorra la Vella Durata: ? - Spettatori: ? | Lussemburgo | 3 - 1 | San Marino  | 22-25, 25-16, 25-21, 27-25        |
| 28 maggio 2025 Complex d'Encamp, Andorra la Vella Durata: ? - Spettatori: ? | Cipro       | 3 - 0 | Monaco      | 25-13, 25-23, 25-19               |
| 28 maggio 2025 Complex d'Encamp, Andorra la Vella Durata: ? - Spettatori: ? | Lussemburgo | 3 - 1 | Islanda     | 19-25, 25-15, 25-20, 25-23        |
| 28 maggio 2025 Complex d'Encamp, Andorra la Vella Durata: ? - Spettatori: ? | Monaco      | 3 - 0 | Andorra     | 25-16, 25-11, 26-24               |
| 29 maggio 2025 Complex d'Encamp, Andorra la Vella Durata: ? - Spettatori: ? | Cipro       | 3 - 1 | San Marino  | 25-18, 25-23, 21-25, 25-18        |
| 29 maggio 2025 Complex d'Encamp, Andorra la Vella Durata: ? - Spettatori: ? | Lussemburgo | 3 - 0 | Andorra     | 25-13, 25-14, 25-17               |
| 29 maggio 2025 Complex d'Encamp, Andorra la Vella Durata: ? - Spettatori: ? | Cipro       | 3 - 1 | Islanda     | 25-12, 21-25, 25-22, 25-14        |
| 29 maggio 2025 Complex d'Encamp, Andorra la Vella Durata: ? - Spettatori: ? | San Marino  | 3 - 1 | Monaco      | 25-21, 25-19, 18-25, 25-17        |
| 30 maggio 2025 Complex d'Encamp, Andorra la Vella Durata: ? - Spettatori: ? | Islanda     | 0 - 3 | Monaco      | 17-25, 18-25, 23-25               |
| 30 maggio 2025 Complex d'Encamp, Andorra la Vella Durata: ? - Spettatori: ? | San Marino  | 3 - 0 | Andorra     | 25-20, 25-19, 25-19               |
| 31 maggio 2025 Complex d'Encamp, Andorra la Vella Durata: ? - Spettatori: ? | Cipro       | 2 - 3 | Lussemburgo | 33-35, 25-19, 25-20, 23-25, 11-15 |

### Classifica
| Pos. | Squadra     | Pt | G | V | P | SV | SP | Ratio | PF  | PS  | Ratio |
| ---- | ----------- | -- | - | - | - | -- | -- | ----- | --- | --- | ----- |
| 1.   | Lussemburgo | 14 | 5 | 5 | 0 | 15 | 4  | 3,750 | 457 | 394 | 1,159 |
| 2.   | Cipro       | 13 | 5 | 4 | 1 | 14 | 5  | 2,800 | 459 | 370 | 1,240 |
| 3.   | San Marino  | 9  | 5 | 3 | 2 | 11 | 8  | 1,375 | 434 | 419 | 1,035 |
| 4.   | Monaco      | 6  | 5 | 2 | 3 | 7  | 9  | 0,777 | 351 | 352 | 0,997 |
| 5.   | Islanda     | 3  | 5 | 1 | 4 | 6  | 12 | 0.500 | 377 | 431 | 0,874 |
| 5.   | Andorra     | 0  | 5 | 0 | 5 | 0  | 15 | 0,000 | 268 | 380 | 0,705 |

## Classifica finale
| Pos     | Squadra     | Rosa                                              |
| ------- | ----------- | ------------------------------------------------- |
| Oro     | Lussemburgo | Template:Lussemburgo maschile pallavolo GPSE 2025 |
| Argento | Cipro       | Template:Cipro maschile pallavolo GPSE 2025       |
| Bronzo  | San Marino  | Template:San Marino maschile pallavolo GPSE 2025  |
| 4.      | Monaco      | Template:Monaco maschile pallavolo GPSE 2025      |
| 5.      | Islanda     | Template:Islanda maschile pallavolo GPSE 2025     |
| 5.      | Andorra     | Template:Andorra maschile pallavolo GPSE 2025     |